# Paradoxo demográfico-econômico

Gráfico da Taxa de Fecundidade Total vs PIB per capita do país correspondente em 2009. Apenas os países com mais de 5 milhões de habitantes foram ilustrados. Fonte: CIA World Factbook.

O paradoxo demográfico-econômico é a correlação inversa encontrada entre riqueza e fertilidade dentro e entre nações. Quanto maior o grau de educação e o PIB per capita de uma população, subpopulação ou estrato social humano, menor a quantidade de  nascimentos de crianças em todo o país industrializado. Em uma conferência populacional da Organização das Nações Unidas (ONU) em 1974 em Bucareste, Karan Singh, um ex-ministro populacional da Índia, ilustrou essa tendência ao afirmar que "o desenvolvimento é o melhor contraceptivo".
O termo "paradoxo" vem da noção de que uma maior pobreza exigiria a produção de mais descendentes, como sugerido pelo influente Thomas Malthus. De um modo geral, observa-se nas nações ou subpopulações com maior PIB per capita menos quantidade de filhos, embora uma rica população possa suportar uma prole maior. Malthus sustentou que isso tem por objetivo evitar o sofrimento generalizado, da fome por exemplo, sendo que o que ele chamou de "contenção moral" (que inclui a abstinência), era necessário. O paradoxo demográfico-econômico sugere que a restrição reprodutiva surge naturalmente como uma consequência do progresso econômico.
A hipótese é que a tendência observada surgiu como uma resposta ao aumento da expectativa de vida, redução da mortalidade infantil, melhora na alfabetização e independência feminina e à urbanização que resultam no aumento do PIB per capita, o que é consistente com o modelo de transição demográfica.
Dados atuais sugerem que o paradoxo demográfico-econômico só é válido até certo ponto. Informações recentes apontam que uma vez que um país atinge um determinado nível de desenvolvimento humano e de prosperidade econômica, a taxa de fecundidade se estabiliza e depois se recupera ligeiramente para taxas de substituição populacional.